# Debreceni VSC
Cet article concerne le club de football. Pour le club de handball, voir Debreceni VSC (handball).
Maillots
Actualités
Le Debreceni Vasutas Sport Club est un club de football hongrois basé à Debrecen.

## Historique
- 1902 : fondation du club sous le nom de Egyetértés FC Debrecen
- 1912 : le club est renommé Debreceni VSC
- 1948 : le club est renommé Debreceni VSE
- 1949 : le club est renommé Debreceni Lokomotiv
- 1956 : le club est renommé Debreceni Törekvés
- 1957 : le club est renommé Debreceni Vasutas
- 1979 : fusion avec le Debreceni MTE en Debreceni MVSC
- 1989 : le club est renommé Debreceni VSC
- 1999 : 1re participation à une Coupe d'Europe (C3, saison 1999/2000)
- 2009 : après avoir éliminé le Kalmar FF (2-0 ; 1-3), le FC Levadia Tallinn (1-0 ; 1-0) puis le Levski Sofia (2-1 ; 2-0), Debrecen accède pour la première fois de son histoire à la phase de groupes de la Ligue des Champions. C'est la première fois depuis le Ferencváros TC (saison 1995-1996) qu'un club hongrois parvient à se qualifier pour la phase de poules. Il se voit opposé à l'Olympique lyonnais, à Liverpool et à la Fiorentina au sein du groupe E.
- 2014 : le club remporte son septième Championnat de Hongrie.
- 2020 : le club termine seulement onzième du Championnat de Hongrie et est relégué en Nemzeti Bajnokság II après 27 saisons dans l'élite.

## Changements de nom
- 1902-1912 : Egyetértés Football Club
- 1912-1948 : Debreceni Vasutas Sport Club
- 1948-1949 : Debreceni Vasutas Sport Egyesület
- 1949-1955 : Debreceni Lokomotív
- 1955-1956 : Debreceni Törekvés
- 1957-1979 : Debreceni Vasutas Sport Club
- 1979-1989 : Debreceni Munkás Vasutas Sport Club (après la fusion avec le Debreceni Munkás TE)
- 1989-1995 : Debreceni Vasutas Sport Club
- 1995-1999 : Debreceni Vasutas Sport Club - Epona
- 1999-2001 : Debreceni Vasutas Sport Club
- 2001-2002 : Netforum - Debreceni Vasutas Sport Club
- 2002-2003 : Debreceni Vasutas Sport Club
- 2003-2004 : Debreceni Vasutas Sport Club - MegaForce
- 2005-2006 : Debreceni Vasutas Sport Club - AVE Ásványvíz
- 2006-2016 : Debreceni Vasutas Sport Club - TEVA
- 2016- : Debreceni Vasutas Sport Club

## Bilan sportif

### Palmarès
| Compétitions nationales | Compétitions internationales |
| - Championnat de Hongrie (7) - Champion : 2005, 2006, 2007, 2009, 2010, 2012, 2014 - Vice-champion : 2008 - Coupe de Hongrie (6) - Vainqueur : 1999, 2001, 2008, 2010, 2012 et 2013 - Finaliste : 2003, 2007 - Coupe de la Ligue (1) - Vainqueur : 2010 - Finaliste : 2008, 2011 et 2015 - Supercoupe de Hongrie (5) - Vainqueur : 2005, 2006, 2007, 2009 et 2010 - Finaliste : 2008, 2012, 2013 et 2014 | - Néant                      |

### Bilan européen
Légende
- Victoire ou qualification pour le tour suivant
- Match nul
- Défaite ou élimination de la compétition

Note : dans les résultats ci-dessous, le score du club est toujours donné en premier.
| Saison    | Compétition             | Tour                | Club                  | Domicile | Extérieur | Total             |
| --------- | ----------------------- | ------------------- | --------------------- | -------- | --------- | ----------------- |
| 1998      | Coupe Intertoto         | Premier tour        | Dniepr Mahiliow       | 6 - 0    | 4 - 2     | 10 - 2            |
| 1998      | Coupe Intertoto         | Deuxième tour       | Hradec Králové        | 0 - 0    | 1 - 1     | 1E - 1            |
| 1998      | Coupe Intertoto         | Troisième tour      | Hansa Rostock         | 1 - 1    | 2 - 1     | 3 - 2             |
| 1998      | Coupe Intertoto         | Demi-finales        | Ruch Chorzów          | 0 - 3    | 0 - 1     | 0 - 4             |
| 1999-2000 | Coupe UEFA              | 64es de finale      | VfL Wolfsburg         | 2 - 1    | 0 - 2     | 2 - 3             |
| 2001-2002 | Coupe UEFA              | Tour préliminaire   | Nistru Otaci          | 6 - 0    | 3 - 1     | 9 - 1             |
| 2001-2002 | Coupe UEFA              | 64es de finale      | Girondins de Bordeaux | 3 - 1    | 1 - 5     | 4 - 6             |
| 2003-2004 | Coupe UEFA              | Tour préliminaire   | Ekranas Panevėžys     | 2 - 1    | 1 - 1     | 3 - 2             |
| 2003-2004 | Coupe UEFA              | 64es de finale      | Varteks Varaždin      | 3 - 2    | 3 - 1     | 6 - 3             |
| 2003-2004 | Coupe UEFA              | 32es de finale      | PAOK Salonique        | 0 - 0    | 1 - 1     | 1E - 1            |
| 2003-2004 | Coupe UEFA              | Seizièmes de finale | Club Bruges KV        | 0 - 0    | 0 - 1     | 0 - 1             |
| 2004      | Coupe Intertoto         | Premier tour        | Spartak Trnava        | 4 - 1    | 0 - 3     | 4 - 4E            |
| 2005-2006 | Ligue des champions     | Deuxième tour Q     | Hajduk Split          | 5 - 0    | 3 - 0     | 8 - 0             |
| 2005-2006 | Ligue des champions     | Troisième tour Q    | Manchester United     | 0 - 3    | 0 - 3     | 0 - 6             |
| 2005-2006 | Coupe UEFA              | 64es de finale      | Chakhtar Donetsk      | 0 - 2    | 1 - 4     | 1 - 6             |
| 2006-2007 | Ligue des champions     | Deuxième tour Q     | Rabotnički Skopje     | 1 - 1    | 1 - 4     | 2 - 5             |
| 2007-2008 | Ligue des champions     | Deuxième tour Q     | IF Elfsborg           | 0 - 1    | 0 - 0     | 0 - 1             |
| 2008-2009 | Coupe UEFA              | Premier tour Q      | Chakhtior Karagandy   | 1 - 0    | 1 - 1     | 2 - 1             |
| 2008-2009 | Coupe UEFA              | Deuxième tour Q     | BSC Young Boys        | 2 - 3    | 1 - 4     | 3 - 7             |
| 2009-2010 | Ligue des champions     | Deuxième tour Q     | Kalmar FF             | 3 - 0    | 1 - 0     | 4 - 0             |
| 2009-2010 | Ligue des champions     | Troisième tour Q    | Levadia Tallinn       | 1 - 0    | 1 - 0     | 2 - 0             |
| 2009-2010 | Ligue des champions     | Barrages Q          | Levski Sofia          | 2 - 1    | 2 - 0     | 4 - 1             |
| 2009-2010 | Ligue des champions     | Groupe E            | Liverpool FC          | 0 - 1    | 0 - 1     | Quatrième         |
| 2009-2010 | Ligue des champions     | Groupe E            | Olympique lyonnais    | 0 - 4    | 0 - 4     | Quatrième         |
| 2009-2010 | Ligue des champions     | Groupe E            | ACF Fiorentina        | 3 - 4    | 2 - 5     | Quatrième         |
| 2012-2013 | Ligue des champions     | Deuxième tour Q     | Skënderbeu Korçë      | 3 - 0    | 0 - 1     | 3 - 1             |
| 2012-2013 | Ligue des champions     | Troisième tour Q    | BATE Borisov          | 0 - 2    | 1 - 1     | 1 - 3             |
| 2012-2013 | Ligue Europa            | Barrages Q          | Club Bruges KV        | 0 - 3    | 1 - 4     | 1 - 7             |
| 2013-2014 | Ligue Europa            | Deuxième tour Q     | Strømsgodset IF       | 0 - 3    | 2 - 2     | 2 - 5             |
| 2014-2015 | Ligue des champions     | Deuxième tour Q     | Cliftonville FC       | 2 - 0    | 0 - 0     | 2 - 0             |
| 2014-2015 | Ligue des champions     | Troisième tour Q    | BATE Borisov          | 1 - 0    | 1 - 3     | 2 - 3             |
| 2014-2015 | Ligue Europa            | Barrages Q          | BSC Young Boys        | 0 - 0    | 1 - 3     | 1 - 3             |
| 2015-2016 | Ligue Europa            | Premier tour Q      | Sutjeska Nikšić       | 3 - 0    | 0 - 2     | 3 - 2             |
| 2015-2016 | Ligue Europa            | Deuxième tour Q     | Skonto Riga           | 9 - 2    | 2 - 2     | 11 - 4            |
| 2015-2016 | Ligue Europa            | Troisième tour Q    | Rosenborg BK          | 2 - 3    | 1 - 3     | 3 - 6             |
| 2016-2017 | Ligue Europa            | Premier tour Q      | SP La Fiorita         | 2 - 0    | 5 - 0     | 7 - 0             |
| 2016-2017 | Ligue Europa            | Deuxième tour Q     | Torpedo Jodzina       | 1 - 2    | 0 - 1     | 1 - 3             |
| 2019-2020 | Ligue Europa            | Premier tour Q      | FK Kukës              | 3 - 0    | 1 - 1     | 4 - 1             |
| 2019-2020 | Ligue Europa            | Deuxième tour Q     | Torino FC             | 1 - 4    | 0 - 3     | 1 - 7             |
| 2023-2024 | Ligue Europa Conférence | Deuxième tour Q     | Alashkert FC          | 1 - 2 ap | 1 - 0     | 2 - 2 (3 - 1 tab) |
| 2023-2024 | Ligue Europa Conférence | Troisième tour Q    | Rapid Vienne          | 0 - 5    | 0 - 0     | 0 - 5             |

## Joueurs et personnalités du club

### Entraîneurs
Le tableau suivant présente la liste des entraîneurs du club depuis 1920.
| Rang | Nom                | Période   |
| ---- | ------------------ | --------- |
| 1    | Imre Béki          | 1920-1921 |
| 2    | István Vampetich   | 1921-1925 |
| 3    | Antal Frontz       | 1926-1927 |
| 4    | Béla Szolárszky    | 1929-1930 |
| 5    | Gyula Lindenberger | 1930-1936 |
| 6    | István Vampetich   | 1936-1937 |
| 7    | Merényi Lajos      | 1937-1938 |
| 8    | Rudolf Keviczky    | 1938-1939 |
| 9    | Ferenc Sipos       | 1939-1940 |
| 10   | István Sidlik      | 1940      |
| 11   | István Palotás     | 1940-1942 |
| 12   | Géza Nagy          | 1942      |
| 13   | Lajos Wéber        | 1942      |
| 14   | István Palotás     | 1942-1943 |
| 15   | János Móré         | 1943-1944 |
| 16   | István Palotás     | 1945      |
| 17   | Mihály Orosz       | 1945      |
| 18   | István Palotás     | 1945-1947 |
| 19   | Imre Markos        | 1947-1948 |
| 20   | Endre Szabó I      | 1948      |

| Rang | Nom                      | Période   |
| ---- | ------------------------ | --------- |
| 21   | István Palotás           | 1948-1950 |
| 22   | Kántor Dezső             | 1950      |
| 23   | János Móré               | 1950-1952 |
| 24   | Ferenc Rátkai (intérim)  | 1952      |
| 25   | G. Kalocsay & E. Szilard | 1952-1953 |
| 26   | Antal Lyka               | 1953-1954 |
| 27   | István Palotás           | 1955-1957 |
| 28   | János Móré               | 1957-1959 |
| 29   | András Tisza             | 1959      |
| 30   | Lőrinc Montolyu          | 1959-1961 |
| 31   | Ferenc Magyar            | 1961-1962 |
| 32   | Antal Lyka               | 1962-1963 |
| 33   | Gyula Lóránt             | 1963      |
| 34   | Domán Gyula              | 1964      |
| 35   | György Szűcs             | 1964-1965 |
| 36   | Imre Komlóssy            | 1965-1967 |
| 37   | Nándor Bányai            | 1967      |
| 38   | István Sidlik            | 1967      |
| 39   | László Sárosi            | 1968      |
| 40   | András Nagyszalóki       | 1969      |

| Rang | Nom                  | Période   |
| ---- | -------------------- | --------- |
| 41   | István Pyber         | 1970-1972 |
| 42   | János Nagy           | 1972-1973 |
| 43   | László Leányvári     | 1973      |
| 44   | Adalbert Marksteiner | 1973-1974 |
| 45   | László Leányvári     | 1974      |
| 46   | Balázs Makray        | 1975-1978 |
| 47   | Gyula Teleki         | 1978-1980 |
| 48   | Ferenc Kovács        | 1980-1983 |
| 49   | Károly Lakat         | 1983      |
| 50   | Tamás Kertész        | 1983-1984 |
| 51   | György Nagy          | 1984      |
| 52   | Gábor Petróczi       | 1984-1985 |
| 53   | Lajos Puskás         | 1985-1987 |
| 54   | László Kiss          | 1987      |
| 55   | Ferenc Vaczlavik     | 1987-1988 |
| 56   | Miklós Temesvári     | 1988-1990 |
| 57   | Béla Szabó           | 1990      |
| 58   | Nagykaposi Elemér    | 1990-1991 |
| 59   | Ferenc Ebedli        | 1992      |
| 60   | Lajos Garamvölgyi    | 1993-1996 |

| Rang | Nom               | Période   |
| ---- | ----------------- | --------- |
| 61   | Antal Dunai       | 1996-1997 |
| 62   | András Herczeg    | 1997-1998 |
| 63   | Lajos Garamvölgyi | 1998-2000 |
| 64   | András Komjáti    | 2000-2001 |
| 65   | János Pajkos      | 2001      |
| 66   | László Dajka      | 2002      |
| 67   | Lázár Szentes     | 2002-2004 |
| 68   | Attila Supka      | 2004-2006 |
| 69   | Miroslav Beránek  | 2006-2007 |
| 70   | András Herczeg    | 2007-2010 |
| 71   | Zdeněk Ščasný     | 2011      |
| 72   | Elemér Kondás     | 2011-2016 |
| 73   | András Herczeg    | 2016      |
| 74   | Leonel Pontes     | 2016-2017 |
| 75   | András Herczeg    | 2017-     |

### Joueurs emblématiques
- Balázs Dzsudzsák
- Tibor Dombi
- Leandro
- Zoltán Nagy
- Tamás Sándor
- István Szűcs
- Aco Stojkov
- Adamo Coulibaly
- Maor Buzaglo
- Ibrahim Sidibe
- Marius Șumudică